# Big River (Goulburn River)
Der Big River ist ein Fluss in der Mitte des australischen Bundesstaates Victoria.
Er entspringt westlich des Mount Matlock, der nördlich des Yarra-Ranges-Nationalparks liegt. Von dort fließt er nach Norden und mündet schließlich in den Lake Eildon und damit in den Goulburn River.